# 대구관문초등학교
대구관문초등학교는 대한민국 대구광역시 북구 매천동에 위치하고 있는 공립 초등학교이다.

## 역사
- 2006-05-25 대구관문초등학교 및 병설유치원 설립계획 및 인가
- 2007-03-20 대구관문초등학교 신축공사 착공
- 2008-02-12 준공
- 2008-03-01 대구관문초등학교 개교(6개학년 12학급) 초대 이중희 교장 부임
- 2008-03-10 대구관문초등학교 병설유치원 개원(2학급)
- 2008-03-31 급식소 개소식
- 2008-05-03 개교식 및 개교기념 한마음 체육대회
- 2008-05-06 개교기념일
- 2008-08-27 과학실 현대화사업
- 2008-09-01 16학급 편성 과학실 현대화 사업 완료
- 2008-10-28 제1회 관문종합예술제 관문도서관 개관
- 2008-11-26 관문도서관 개관 보건실 현대화 사업 완료
- 2008-12-26 장학활동 우수학교 표창
- 2009-02-12 제1회 졸업식(졸업생 41명)
- 2009-03-01 25학급 편성
- 2009-05-22 합창 합주 경연대회 우수
- 2009-07-16 영어체험실 사업 완료
- 2009-09-22 컴퓨터2실 사업 완료
- 2009-12-23 독서 교육 우수학교 표창 1교 1특색 창의성 교육 우수학교 표창
- 2010-02-11 방과후학교 운영 우수학교 표창, 학교특색 경영 장려 표창
- 2010-02-11 제2회 졸업식(졸업생 총수 151명)
- 2010-03-01 28학급 편성(특수학급 1 포함)
- 2010-04-28 관문예절체험센터 개관
- 2010-05-04 개교식 및 개교기념 한마음 체육대회 실시
- 2010-06-17 돌봄교실 사업 완료
- 2010-12-08 학교평가 우수학교 표창
- 2010-12-22 과학·환경 교육 우수학교 표창, 장학활동 우수학교 표창
- 2011-12-21 교육활동 특별활동영역 표창(대구시교육청)
- 2012-02-16 제4회 졸업식(졸업생 총수 382명)
- 2012-03-02 39학급 편성(특수 1학급 포함)
- 2012-09-12 제8회 대구광역시교육감기 초등장사 씨름대회 2, 6학년 우승
- 2013-02-15 제5회 졸업식(졸업생 총수 540명)
- 2013-02-16 서부교육장배 육상경기대회 남자초등부 종합 3위
- 2013-03-01 40학급 편성(특수 1학급 포함)
- 2014-02-13 제6회 졸업식(졸업생 총수 695명)
- 2014-03-01 40학급 편성(특수학급 1 포함)
- 2014-09-01 3대 류경기 교장 부임
- 2014-11-10 일반학생대상 장애학생 인권교육 우수(대구시교육청)
- 2014-12-03 학교스포츠클럽 피구 남초부 우승(대구시교육청)
- 2015-02-17 제7회 졸업식(졸업생 총수 848명)
- 2015-03-02 40학급 편성(특수학급 1 포함)